# 徐涇北城駅
座標: 北緯31度10分39.3秒 東経121度14分14.5秒 / 北緯31.177583度 東経121.237361度
徐涇北城駅（じょけいほくじょうえき）は中華人民共和国上海市青浦区に位置する上海地下鉄17号線の駅である。

## 駅構造
島式ホーム1面2線の高架駅。

## 歴史
- 2017年12月30日 - 開業。

## 隣の駅
上海軌道交通
■17号線
徐盈路駅 - 徐涇北城駅 - 嘉松中路駅